# Virus du secteur d'amorçage
Un virus du secteur d’amorçage ou virus d'amorçage (en anglais :  boot sector virus ou boot virus) est un virus informatique dont le code exécutable est enregistré dans le secteur d'amorçage (généralement le master boot record dans le cas d'un PC) d'un support de stockage "amorçable" (en anglais : bootable) comme par exemple une disquette, un disque dur, un CD-ROM ou une clé USB. Les virus du secteur d’amorçage représentaient le quart des virus en 2000, mais cette proportion a diminué très rapidement à la faveur des moyens de transmission comme le courrier électronique ou les logiciels d'échange pair-à-pair[réf. nécessaire].

## Fonctionnement
Lors du démarrage d'un ordinateur dans lequel est inséré un support amovible, le système peut, selon sa configuration, exécuter le code contenu sur le secteur d'amorçage du support amovible plutôt que celui situé sur son stockage interne (généralement un disque dur ou un SSD), et s'exposer ainsi à d'éventuels virus d'amorçage. En effet, même si un support amovible peut sembler vide et donc inoffensif lorsque l'on examine son contenu depuis un système d'exploitation (par exemple avec la commande dir sous MS-DOS ou Microsoft Windows, ou ls sous des systèmes de type Unix), il peut toutefois comporter du code malicieux dans son secteur d'amorçage.
Par exemple, lorsque l'on démarre un PC et qu'une disquette non-système y est insérée, un message du type Erreur : Disquette non-système s'affiche. Un virus logé sur la MBR d'une disquette infectée peut également afficher ce message afin que tout paraisse normal, mais exécutera en plus des instructions malveillantes.

## Prévention
Les virus d'amorçage étant exécutés très tôt dans le processus de démarrage, les logiciels antivirus les plus courants ne sont pas en mesure de les neutraliser, car ils sont généralement installés au niveau du système d'exploitation, qui est chargé en dernier. 
Pour éviter de tels virus, il convient donc de configurer le firmware de son appareil (le plus souvent le BIOS ou l'UEFI dans le cas d'un PC) de façon à lui interdire par défaut l'amorçage à partir de supports amovibles, et de ne l'autoriser que lorsque c'est nécessaire (par exemple pour installer un nouveau système d'exploitation) et uniquement depuis des supports de confiance.

## Exemple
Hurri, nommé ainsi parce qu'il a été découvert lors du passage de l'ouragan Isidore (HURRIcane Isidore en anglais) aux États-Unis est un virus de ce type qui ajoute des " i " aux textes saisis[réf. nécessaire].